# وگودا (شهرستان خاینووکا)
وگودا (به لاتین: Wygoda) یک روستا در لهستان است که در گمینا خاینووکا واقع شده‌است.